# Markus Wuckel
Markus Wuckel (* 5. dubna 1967 Blankenburg) je bývalý německý fotbalista, útočník.

## Fotbalová kariéra
Ve východoněmecké oberlize hrál za FC Stahl Brandenburg a 1. FC Magdeburg, nastoupil ve 125 ligových utkáních a dal 78 gólů. Za reprezentaci Východního Německa (NDR) nastoupil v letech 1987–1990 ve 4 utkáních a dal 2 góly. V Poháru UEFA nastoupil ve 2 utkáních. Po sjednocení Německa hrál v německých nižších soutěžích za 1. SC Göttingen 05, VfB Oldenburg, Arminii Bielefeld, Rot-Weiss Essen, VfB Leipzig a 1. FC Saarbrücken.

## Ligová bilance
| Ročník                                  | Zápasy | Góly | Klub                 |
| --------------------------------------- | ------ | ---- | -------------------- |
| DDR-Oberliga 1984/85                    | 9      | 1    | FC Stahl Brandenburg |
| DDR-Oberliga 1985/86                    | 25     | 7    | 1. FC Magdeburg      |
| DDR-Oberliga 1986/87                    | 25     | 8    | 1. FC Magdeburg      |
| DDR-Oberliga 1987/88                    | 22     | 10   | 1. FC Magdeburg      |
| DDR-Oberliga 1988/89                    | 23     | 11   | 1. FC Magdeburg      |
| DDR-Oberliga 1989/90                    | 17     | 11   | 1. FC Magdeburg      |
| DDR-Oberliga 1990/91                    | 4      | 0    | 1. FC Magdeburg      |
| 2. německá fotbalová Bundesliga 1992/93 | 35     | 6    | VfB Oldenburg        |
| 2. německá fotbalová Bundesliga 1996/97 | 8      | 1    | VfB Leipzig          |
| CELKEM DDR-Oberliga                     | 125    | 78   |                      |